# Habenaria platanthera
Habenaria platanthera är en orkidéart som beskrevs av Heinrich Gustav Reichenbach. Habenaria platanthera ingår i släktet Habenaria och familjen orkidéer. Inga underarter finns listade i Catalogue of Life.